# ザミンストレル
ザミンストレル (The Minstrel) とは、カナダで生まれ、アイルランドで調教された競走馬・種牡馬である。1976年から1977年にかけてイギリス・アイルランドで走り、イギリス年度代表馬になるなど活躍した。馬名ミンストレルは吟遊詩人の意。叔父にイギリスクラシック三冠馬で大種牡馬のニジンスキーがいる。

## 経歴
ノーザンダンサー産駒らしく、15ハンド3インチ（約160センチメートル）とあまり大きくない体格をしていた。ケンタッキー州のキーンランドセレクトセールでロバート・サングスターに20万ドルで競り落とされると、ヴィンセント・オブライエンのもとに預けられる。僚馬にはザミンストレル引退後に活躍するアレッジドもいたが、アレッジドが遅咲きの名馬だったのに対して、ザミンストレルは早く引退したためいちども対戦していない。
2歳時は3戦3勝。デューハーストステークス (G1) などに勝っている。翌春は初戦2000ギニートライアルステークスを勝ち、イギリスとアイルランドの2000ギニーを連戦するも3着と2着。エプソムダービーでは勝負強いところを見せ、ホットグローヴとの叩き合いを制した。続くアイリッシュダービーも1馬身半差で連勝した。古馬との初対戦となるキングジョージ6世&クイーンエリザベスダイヤモンドステークスでもオレンジベイとの叩き合いを制して優勝している。
このあとはアメリカ合衆国に遠征する計画もあったが、折りしもヨーロッパで馬の感染症が流行、すでに900万ドルのシンジケートが組まれていたため種牡馬入りを優先し、そのまま引退した。
引退後はアメリカのウインドフィールズ牧場で供用された。大種牡馬の多いノーザンダンサー産駒の中ではそれほど目立つ存在ではなかったが、G1馬を多数輩出し種牡馬としても成功した。1990年9月3日、蹄葉炎により安楽死。遺体はオーバーブルック牧場に埋葬されている。

## 競走成績
- 1976年（3戦3勝）
  - デューハーストステークス (G1) 、ラークスパーステークス (G3)
- 1977年（6戦4勝）イギリス年度代表馬
  - エプソムダービー (G1) 、アイリッシュダービー (G1) 、キングジョージ6世&クイーンエリザベスダイヤモンドステークス (G1) 、2000ギニートライアルステークス (G3)

## おもな産駒
- オープニングヴァース (Opening Verse) - ブリーダーズカップ・マイル
- メロディスト (Melodist) - アイリッシュオークス、イタリアオークス
- ミュージカルブリス (Musical Bliss) - イギリス1000ギニー
- レミグラン (L'Emigrant) - プール・デッセ・デ・プーラン、リュパン賞
- パレスミュージック (*Palace Music) - チャンピオンステークス、シガーの父
- シルヴァーヴォイス (*Silver Voice) - マンハッタンハンデキャップ
- シルヴァーフリング (Silver Fling) - アベイ・ド・ロンシャン賞

## 血統表
| ザミンストレルの血統           | ザミンストレルの血統            | ザミンストレルの血統 | （血統表の出典）   | （血統表の出典） |
| 父系                           | ノーザンダンサー系              | ノーザンダンサー系   | ノーザンダンサー系 | [ § 2 ]          |
| 父 Northern Dancer 1961年 鹿毛 | 父の父Nearctic 1954年 黒鹿毛    | Nearco               | Pharos             | Pharos           |
| 父 Northern Dancer 1961年 鹿毛 | 父の父Nearctic 1954年 黒鹿毛    | Nearco               | Nogara             |                  |
| 父 Northern Dancer 1961年 鹿毛 | 父の父Nearctic 1954年 黒鹿毛    | Lady Angela          | Hyperion           | Hyperion         |
| 父 Northern Dancer 1961年 鹿毛 | 父の父Nearctic 1954年 黒鹿毛    | Lady Angela          | Sister Sarah       |                  |
| 父 Northern Dancer 1961年 鹿毛 | 父の母Natalma 1957年 鹿毛       | Native Dancer        | Polynesian         | Polynesian       |
| 父 Northern Dancer 1961年 鹿毛 | 父の母Natalma 1957年 鹿毛       | Native Dancer        | Geisha             |                  |
| 父 Northern Dancer 1961年 鹿毛 | 父の母Natalma 1957年 鹿毛       | Almahmoud            | Mahmoud            | Mahmoud          |
| 父 Northern Dancer 1961年 鹿毛 | 父の母Natalma 1957年 鹿毛       | Almahmoud            | Arbitrator         |                  |
| 母 Fleur 1964年 鹿毛           | 母の父Victoria Park 1957年 鹿毛 | Chop Chop            | Flares             | Flares           |
| 母 Fleur 1964年 鹿毛           | 母の父Victoria Park 1957年 鹿毛 | Chop Chop            | Sceptical          |                  |
| 母 Fleur 1964年 鹿毛           | 母の父Victoria Park 1957年 鹿毛 | Victoriana           | Windfields         | Windfields       |
| 母 Fleur 1964年 鹿毛           | 母の父Victoria Park 1957年 鹿毛 | Victoriana           | Iribelle           |                  |
| 母 Fleur 1964年 鹿毛           | 母の母Flaming Page 1959年 鹿毛  | Bull Page            | Bull Lea           | Bull Lea         |
| 母 Fleur 1964年 鹿毛           | 母の母Flaming Page 1959年 鹿毛  | Bull Page            | Our Page           |                  |
| 母 Fleur 1964年 鹿毛           | 母の母Flaming Page 1959年 鹿毛  | Flaring Top          | Menow              | Menow            |
| 母 Fleur 1964年 鹿毛           | 母の母Flaming Page 1959年 鹿毛  | Flaring Top          | Flaming Top        |                  |
| 母系(F-No.)                    | 8号族(FN:8-f)                   | 8号族(FN:8-f)        | 8号族(FN:8-f)      | [ § 3 ]          |
| 出典                           | 1. 2. 3.                        | 1. 2. 3.             | 1. 2. 3.           | 1. 2. 3.         |